# Korrosionsschutzmittel
Ein Korrosionsschutzmittel ist ein Stoff, der Materialien gegen einen korrosiven Angriff temporär oder dauerhaft schützt. Korrosionsschutzmittel werden zum Korrosionsschutz verwendet.
Wesentliche Anforderungen an ein Korrosionsschutzmittel sind Umweltverträglichkeit, guter Korrosionsschutz und einfache Anwendung.

## Eigenschaften
Gängige Korrosionsschutzmittel sind etwa Öle, Lacke (Beschichtungen aus Kunststoffen), Chemikalien, Metalle oder Metalloxide. Sie können dauerhaft aufgetragen werden, um eine Korrosion während der Verwendung eines Gegenstandes zu vermeiden oder hinauszuzögern und um so die Gebrauchsdauer zu verlängern. Oft wird Grundierungen ein Korrosionsschutzmittel oder sogar ein Rostumwandler für bereits korrodierte Flächen beigesetzt, wobei die Grundierung dann überstrichen werden kann. Je nach Verwendungszweck wird das Korrosionsschutzmittel wiederholt aufgetragen. Bei Oberflächen, die dauerhaft, etwa in einem Kühlkreislauf oder bei der Kraftstoffversorgung, mit einem korrosiven Medium, insbesondere Wasser, in Berührung kommen, können dem Medium Korrosionsinhibitoren zugesetzt werden. Diese sind meistens als Zusätze zwischen 5 und 25 % Massenanteil in einem Korrosionsschutzmittel enthalten. Oftmals sind Korrosionsschutzmittel basisch, z. B. durch Zusatz von Erdalkalialkylsulfonaten oder Metallseifen. Als Wasserverdränger werden unter anderem Glycolether verwendet. Korrosionsschutzmittel können in organische lösungsmittelhaltige Korrosionsschutzmittel, wasserbasierte Korrosionsschutzmittel, Korrosionsschutzöle, Tauchwachse und Schmierfette mit Korrosionsinhibitoren unterteilt werden.

## Flüssige und pastöse Korrosionsschutzmittel
Nicht aushärtende flüssige und pastöse Korrosionsschutzmittel werden eingesetzt, um Oberflächen zu schützen, die nur geringen mechanischen und chemischen Einwirkungen ausgesetzt sind. In der Regel sollten sie weder der Witterung ausgesetzt sein, noch im typischen Kontaktbereich von Dingen oder Lebewesen liegen.
Einsatzgebiete sind etwa
- der Hohlraum- oder Unterbodenschutz von Kraftfahrzeugen
- der Korrosionsschutz von im Erdreich oder anderen feuchten und unzugänglichen Orten verlegten Rohrleitungen

Verwendet werden
- Öle, die aufgrund ihrer guten Adhäsion und Benetzung den Kontakt von Oberflächen mit Wasser verhindern. Dünnflüssiges Öl mit guter Spreitung wird als Kriech- oder Penetrieröl bezeichnet. Penetriermittel härten im Gegensatz zu Penetrieröl aus.
- Fette
- Wachse
- Vaseline, etwa in Form von Petrolatumbinden zum Umwickeln von Rohrleitungen
- Bitumenmasse

## Korrosionsschutzpigmente

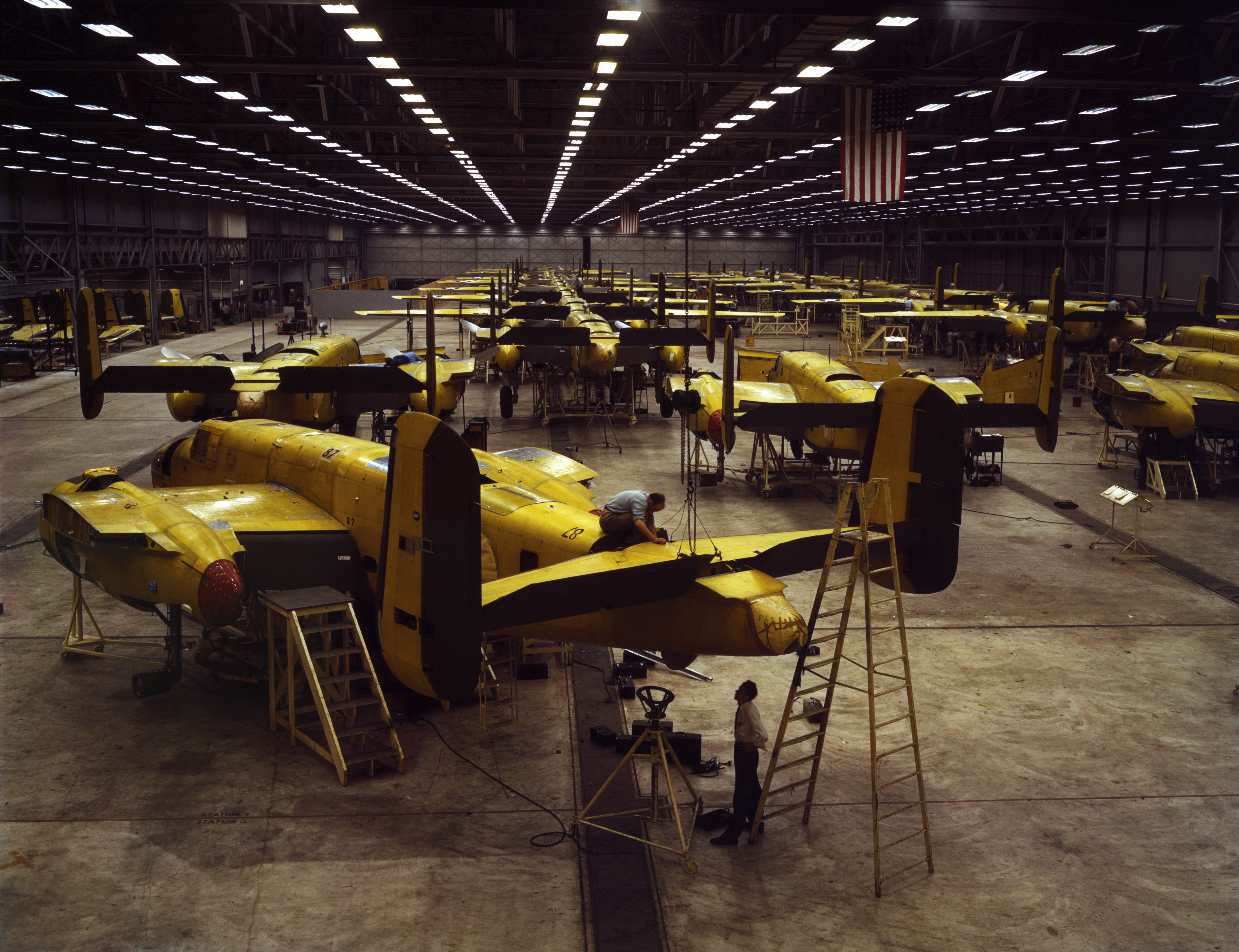
Amerikanische B-25 Bomber werden beim Bau mit Zinkchromat vor Korrosion geschützt (Aufnahme von 1942)

Zum Schutz vor Korrosion können Pigmente dienen, die einem Bindemittel zugesetzt sind. Als Pigmente finden beispielsweise Eisenglimmer oder Zinkstaub Verwendung. In der Vergangenheit wurden auch Chromate oder Bleimennige eingesetzt, deren Anwendung heute aufgrund der Toxizität verboten ist.

## Temporärer Korrosionsschutz
Bei temporären Korrosionsschutzmaßnahmen wird das Korrosionsschutzmittel vor dem Gebrauch des Gegenstandes entfernt. Es dient dann nur zur Sicherstellung der Funktionsfähigkeit bis zur Verwendung. Häufig werden hierzu Wachse oder Öle verwendet, die zusätzlich weitere Inhibitoren enthalten. Als temporäre Schutzmaßnahme z. B. für den Transport kommen aus Papier oder Trägerfolien ausgasende flüchtige Korrosionsinhibitoren (sogenannte Volatile Corrosion Inhibitors) zum Einsatz.

## Verwendung
Korrosionsschutzmittel werden unter anderem in Kraftfahrzeugen zum Unterbodenschutz, in Kontaktsprays, zur Hohlraumversiegelung, als Polfett und im Autowachs verwendet.